# Anders Eriksson
Anders Eriksson (Mariehamn, 19 april 1965) is een voormalig profvoetballer uit Finland, die speelde als verdediger gedurende zijn loopbaan.

## Clubcarrière
Hij beëindigde zijn actieve carrière in 1998 bij de Finse club IFK Mariehamn, de club waar hij zijn profloopbaan in 1982 was begonnen. Eriksson speelde ook clubvoetbal in Noorwegen (Lyn Oslo en Bryne FK) en Zweden (Östers IF).

## Interlandcarrière
Eriksson speelde in totaal vijftien interlands voor de Finse nationale ploeg in de periode 1992-1995, en scoorde één keer voor zijn vaderland. Onder leiding van bondscoach Jukka Vakkila maakte hij zijn debuut op 12 februari 1992 in het oefenduel tegen Turkije (1-1) in Adana, net als Petri Helin, Antti Sumiala, Jukka Ruhanen en Jari Vanhala. Hij werd in dat duel na 36 minuten vervangen door Ari Tegelberg.